# Washington Luiz Pereira dos Santos
Washington Luiz Pereira dos Santos (født 10. april 1975) er en tidligere brasiliansk fodboldspiller.